# Halima Daoud
Halima Daoud (arabe : حليمة داود), née le 27 août 1946 à Bizerte, est une actrice tunisienne.

## Théâtre
- 1963-1966 : Nahr al jounoun (نهر الجنون), Ahl el kahf (أهل الكهف) et Al aàdiloun (العادلون) au sein du Théâtre scolaire ;
- 1966-1967 : Taàm likolli famm (طعام لكل فم), Al jarra (الجرّة), Wajeb attabib (واجب الطّبيب) et Al khaën (الخائن) au sein de la troupe de la Maison de la culture Ibn-Khaldoun ;
- 1967-1968 : Rabeh zmim el houma (رابح زميم الحومة), Mahkamat al amouat (محكمة الأموات) et Khiyam fel oufok (خيام في الأفق) au sein de la troupe de Sfax ;
- 1969-1972 : Yerma (يرما), Beit Bernard Alba (بيت برنار ألبا), Œdipe roi (أوديب الملك) et 8 nsaa (ثمانية نسا) au sein de la troupe de la médina de Tunis ;
- 1972-1973 : Hrab mel katra (هرب ملقطرة) et Ghourabaa (غرباء) au sein de la troupe de la commission culturelle régionale ;
- 1975-1978 : Moulay soltane Hassen el Hafsi (مولاي السلطان الحفصي), Alloghz (الّغز), Sidi bnadem (سيدي بنادم) et Atchane ya sabaya (عطشان يا صبايا) au sein de la troupe de la ville de Tunis ;
- 1979 : Sindabad (سندباد) au sein de la troupe de Sfax ;
- 1980 : Maqama lam yaktobha al badiî (مقامة لم يكتبها البديع) au sein de la troupe de Béja ;
- 1978-1983 : Men ain hadhihi al baliya (من أين هذه البليّة), Ya tharouatan fi khayali (يا ثروة في خيالي), Madinet al mokanaàin (مدينة المقنعين) et Haddatha abou houraïra (حدّث أبو هريرة قال) au sein du Théâtre national tunisien ;
- 1981-1982 : Bayareq Allah (بيارق الله), Chouhada al wataniya (شهداء الوطنيّة) et Iaàda (اعادة) au sein de la troupe de la ville de Tunis ;
- 1988 : Adoctour Hakim (الدّكتور حكيم) au sein du Théâtre Addaidahana ;
- 1988-1993 : Almarioul (المريول), Midna ana (ميدنا أنا), Bouba wa chiboub (بوبة و شبشوب) et Sonbol wa handhal (سنبل و حنظل) au sein du Théâtre Achiraâ ;
- 1992 : Richard III (ريشار الثّالث) au sein de la troupe de la ville de Tunis ;
- 1993 : Achakikan (الشقيقان) au sein du Théâtre Elyssa ;
- 1994 : Hikayat hob mouasar (حكاية حب معاصرة) au sein du Théâtre du jour ;
- 1998 : Echouiet Assa au sein du Théâtre Achiraâ ;
- 2000 : Setti Dalila (ستّي دليلة) au sein du Théâtre du jour ;
- 2001 : Hadikat achay al mootad (حديقة الشيئ المعتاد) au sein du Théâtre Achiraâ ;
- 2002 : Albab (ألباب) au sein du Théâtre du jour ;
- 2002 : Zeineb (زينب) au sein du Théâtre Achiraâ ;
- 2003 et 2006 : Antigone (أنتيقون) et Kalb el hamam (قلب الحمام) au sein du Théâtre Achiraâ.

## Télévision
- Sou tafahom (سوئ تفتهم) de Mohamed Hadj Slimane
- Al akd (العقد), Salat al malaeka (صلاة الملائكة) et Asser khalfa al bab (السر خلف الباب) d'Ali Mansour
- Meniar (منيار) de Fatma Skandrani
- Basamat al Oulamaa (بصمات العلماء) de Habib Mselmani puis Salem Ben Amor
- El Watek bellah el hafsi (الواثق بالّله الحفصي) de Hamadi Arafa (téléfilm, 1985)
- Sabra wal wahch (صبرة والوحش) de Habib Mselmani (téléfilm, 1986)
- Ayam adiya (أيّام عاديّة) de Habib Mselmani
- Bent Elkhazzef (بنت الخزّاف) de Habib Mselmani
- Nessa fedhakera (نساء في الذاكرة) de Salma Baccar
- Habbouni wedalalt (حبّوني و دّللت) de Slaheddine Essid (série, 1995)
- Hssabet w Aqabet (حسابات و عقابات) de Habib Mselmani (série, 2004)
- Hayet Wa Amani (حياة و أماني) de Mohamed Ghodhbane (série, 2006)
- Madrasat Al Rassoul (مدرسة الرسول) d'Anouar Ayachi (série, 2016)

## Filmographie

### Cinéma

#### Films tunisiens
- 1973 : Ommi Traki d'Abderrazak Hammami
- 1976 : Fatma 75 de Salma Baccar
- 1982 : La Ballade de Mamelouk d'Abdelhafidh Boussida
- 1998 : Noces de lune de Taïeb Louhichi
- 2002 :
  - La Boîte magique de Ridha Béhi
  - Khorma de Jilani Saadi
- 2002 : Poupées d'argile de Nouri Bouzid
- 2006 :
  - Fleur d'oubli de Salma Baccar
  -  Bin El Widyene de Khaled Barsaoui[1]
- 2015 : Conflit de Moncef Barbouch[2]

#### Films étrangers
- 1969 : Justine de Joseph Strick
- 1975 : Le Messie de Roberto Rossellini
- 1977 : Jésus de Nazareth de Franco Zeffirelli
- 1983 : Banzaï de Claude Zidi
- 1984 :
  - Besoin d'amour de Jerry Schatzberg
  - Anno Domini de Stuart Cooper
- 1988 : Un bambino di nome Gesù de Franco Rossi
- 1990 : Cantara de Jean Sagols
- 1993 : Leïla née en France de Miguel Courtois
- 1995 : Frantz Fanon, peau noire, masque blanc d'Isaac Julien
- 1997 : Le Nombril du monde de Ariel Zeitoun
- 2007 : Le Sacre de l'homme de Jacques Malaterre